# 巴西管吻鯰
巴西管吻鯰，為輻鰭魚綱鯰形目甲鯰科管吻鯰屬的其中一種，為熱帶淡水魚，分布於南美洲巴拉圭河上游流域，體長可達13.1公分，棲息在底層水域，生活習性不明。

## 扩展阅读
維基物種上的相關：巴西管吻鯰